# Офисное пространство
«Офисное пространство» (англ. Office Space) — комедия 1999 года Майка Джаджа — создателя Бивиса и Баттхеда, частично основанная на его коротких мультфильмах 1991 года, носивших имя главного героя — Милтона. Герои фильма — типичные работники софтверной компании конца 1990-х (в фильме есть ссылка на то, что они занимаются проблемой-2000), но в фильме изображается жизнь типичного офисного сотрудника вообще, полностью поглощённого своей «бумажной» работой.
Съёмки фильма проходили в американских городах Остин и Даллас (штат Техас). Хотя место действия явно не указывается, ссылка на Лас Колинас позволяет предположить, что действие происходит в мегалополисе Даллас Форт-Уорт, по другим источникам события происходят в Хьюстоне.
Интересным является тот факт, что доход от показа «Офисного пространства» в кинотеатрах едва превысил его бюджет, тогда как уровень продаж DVD (в том числе недавно выпущенной специальной редакции) оказался высоким.
Фильм занял 65-е место в сотне самых смешных фильмов по версии американской кабельной сети «Bravo».

## Сюжет
Фильм описывает группу работников вымышленной компании «Initech». Вскоре после начала фильма компания нанимает двух консультантов Боба Слайдела (Джон Макгинли) и Боба Портера (Пол Уиллсон), которых все называют «два Боба», для того, чтобы помочь компании снизить затраты. В основном два Боба интервьюируют работников, чтобы определить, кого увольнять.
Питер Гиббонс (Рон Ливингстон) — программист, работающий над решением проблемы 2000 года в банковских программах. Его коллегами являются Самир Найинанаджар (Эджей Наиду), который всё время жалуется на то, что ни один американец не может правильно произнести его фамилию; Майкл Болтон (Дэвид Херман), который терпеть не может, что его всё время путают с певцом Майклом Болтоном, которого он ненавидит; и Милтон Ваддамс (Стивен Рут), тихий, непрерывно бормочущий работник, который является постоянным предметом нападок и издёвок начальства, особенно чёрствого вице-президента компании Билла Ламберга (Гэри Коул). Ламберг — злейший враг Питера — является стереотипом управленца, который постоянно обходит офис с неизменной чашкой кофе, подтяжками и поясом и постоянно наставляет работников, как правильно всё делать.
Питер находится в постоянном напряжении, из-за офисных стрессов снижается эффективность его работы, он знает, что рискует попасть в список увольняемых, составляемый Бобами. Нелепая случайность происходит в тот момент, когда его подружка отводит его на курс лечебной терапии гипнозом. Врач-гипнотерапевт умирает от инфаркта, не успев вывести Питера из состояния гипнотического транса. Полузагипнотизированный Питер объявляет, что больше работать не будет, и вместо этого начинает жить своей мечтой ничегонеделанья. Его новая жизнь протекает под лозунгом: «Забей на работу». Он назначает свидания Джоанне (Дженнифер Энистон), официантке из соседнего ресторана. Во время интервью с Бобами Питер не колеблясь объясняет, что считает свою работу и весь менеджмент «Initech» абсурдными: как бы хорошо он не делал свою работу, он не получит от неё никаких дополнительных доходов или премий, но если ошибётся, то будет подвергнут штрафам и замечаниям со стороны восьми начальников над ним. Из этого он делает вывод, что в текущей ситуации лучше свести свою работу к необходимому минимуму, балансируя на грани выполнения поставленных планов. В его работе абсолютно нет никаких стимулов и никакой мотивации проявлять инициативу. Парадоксально, но Бобы, оценив его прямоту и откровенность, рекомендуют повысить его на позицию менеджера. К удивлению Ламберга, Питер получает повышение, тогда как его друзей Самира и Майкла, лучших работников отдела, увольняют. Бобы также хотели уволить и Милтона, но, покопавшись в документах, выяснили, что Милтона уже уволили из компании пять лет назад, но не известили его об этом, а из-за ошибки в бухгалтерской программе Милтон по-прежнему продолжает ходить на работу и получать зарплату. Бобы «решают» эту проблему, просто прекратив эти выплаты, но не оповещают об этом Милтона, перекладывая ответственность по возможным конфликтам между работником и компанией на Ламберга. Ламберг же не торопится этого делать, продолжая всячески притеснять и унижать Милтона.
Чтобы отомстить компании, трое друзей решают заразить бухгалтерскую систему вирусом, чтобы выкрасть десятые доли центов, образующихся при округлении сумм по финансовым операциям компании до цента, и перевести их на свой счёт (Майкл характеризует этот план как тот же самый, что использовался в «Супермене 3»). Но план рушится в тот момент, когда из-за ошибки в коде вируса за выходные со счетов компании снимается сумма свыше 300 000 долларов (приятели планировали получить такую сумму за несколько лет). Ясно, что пропажи быстро хватятся. Решив взять всю вину на себя, Питер пишет письмо, в котором признаётся, что в произошедшем виноват он один. Затем он подкладывает конверт с письмом и неподписанными дорожными чеками под дверь Ламберга, ожидая, что его вскоре арестуют.
Но все их проблемы решены очередной случайностью. Ламберг, в очередной раз задирая Милтона, наконец выводит его из себя. Милтон устраивает в здании пожар, который уничтожает все компьютеры и следы использования вируса. Он также обнаруживает конверт с дорожными чеками под дверью в кабинете Ламберга и забирает его себе. После пожара, который сжёг здание «Initech» дотла, Питер наконец-то находит работу, которая делает его счастливым: он устраивается на работу строителем, на которой также работает его сосед Лоренс (Дитрих Бэдер); вместе они разгребают завалы на пепелище «Initech». Самир и Майкл получают работу в «Initrode» (у конкурента «Initech»), а Милтон уезжает в отпуск в Мексику на деньги, найденные в конверте.
В не вошедшем в фильм эпизоде (доступном среди прочих сцен на DVD специальной редакции), друзья обсуждают, пойдёт ли кто-нибудь на похороны Ламберга, и все отказываются.

## В ролях
- Рон Ливингстон — Питер Гиббонс
- Дженнифер Энистон — Джоанна, официантка ресторана Чочки
- Гэри Коул — Билл Ламберг,
- Дэвид Херман — Майкл Болтон
- Эджей Наиду — Самир Найинанаджад
- Стивен Рут — Милтон Ваддамс
- Пол Уиллсон — Боб Портер
- Ричард Рили — Том Смыковски, коллега Питера
- Джон Макгинли — Боб Слайдел, бизнес- консультант
- Пол Уилсон — Боб Портер, коллега Боба Слайдела
- Майк Макшейн — доктор Суонсон, врач-гипнотерапевт
- Дидрих Бадер — Лоренс, сосед Питера
- Майк Джадж — Стэн, менеджер ресторана Чочки
- Орландо Джонс — Стив, продавец журналов и бывший сотрудник Initrode
- Эли Уэнтуорт — Энн, девушка Питера

## Критика
На сайте-агрегаторе обзоров Rotten Tomatoes рейтинг одобрения фильма составляет 80 % на основе 102 рецензий и средней оценки 6,84/10. Консенсус критиков сайта гласит: Майк Джадж высмеивает офисную рутину с её вдохновенным сочетанием острых диалогов и остроумных острот. Metacritic даёт фильму средневзвешенную оценку 68 из 100, основанную на отзывах 31 критика, что указывает на в целом благоприятные отзывы. Зрители, опрошенные Cinemago во время премьерного уик-энда, дали фильму среднюю оценку C+ по шкале от A+ до F.
Роджер Эберт из Chicago Sun-Times дал фильму три звезды из четырёх и написал, что 

Джадж, до сей поры мультипликатор, относится к своим персонажам немного как к мультяшным персонажам. Это работает. Нюансы поведения не обязательны, потому что в этом мире кубиклов каждая черта личности преувеличена, и пленники кубиклов бредут вперёд, подобно гротескным фигурам.— Ebert, Roger (19 февраля 1999). Office Space. Chicago Sun-Times. Архивировано 18 декабря 2022. Дата обращения: 6 января 2025.
 В своей рецензии для San Francisco Chronicle Мик Ласалль пишет: Ливингстон прекрасно сыграл Питера, молодого парня, чье воображение и способность к счастью это те самые вещи, которые делают его несчастным. В USA Today Сьюзан Влощина написала: Если у вас когда-либо была работа, вас позабавит этот гимн пеонам.
Оуэн Глейберман из Entertainment Weekly поставил фильму оценку С и раскритиковал его за то, что он казался стеснённым и недооценённым. В своей рецензии для The Globe and Mail Рик Грун написал: Возможно, его опыт работы на телевидении делает его непривычным к требованиям полнометражного сценария (концовка кажется почти панической из-за своей внезапности), или, может быть, он просто поддаётся соблазну лёгкого юмора…то, что начиналось как сбивающая с толку сатира, вскоре превращается в глупый фарс. В своей рецензии в The New York Times Стивен Холден написал: Создаётся впечатление, что это набор набросков, собранных вместе в повествование, которое не набирает большого оборота.
В 2008 году Entertainment Weekly назвал «Офисное пространство» одним из «100 лучших фильмов с 1983 по 2008 год», поместив его на 73-е место.

## Интересные факты
- Кольцо Ламберга является выпускным кольцом академии Земных сил из вселенной «Вавилон-5». Гэри Коул носил это кольцо в телесериале «Крестовый поход».
- Две настоящие компании были названы в честь фильма: Initech Ltd. Архивная копия от 20 августа 2007 на Wayback Machine (Великобритания) и Initech LLC (США).
- Во второй серии седьмого сезона мультсериала «Гриффины» (I Dream of Jesus) главные герои Стьюи и Брайн расправляются с надоевшей пластинкой так же, как главные герои фильма расправились с принтером.
- У Милтона на столе лежит его любимый красный степлер марки Swingline. На момент премьеры компания не производила красных степлеров, однако популярность фильма заставила их создать эту линию.
- Многие аспекты фильма, отсылающие к «застойным» реалиями корпоративной культуры в области информационных технологий, стали впоследствии популярными среди ИТ-специалистов, например ошибка PC LOAD LETTER как образец непонятного и неинтуитивного сообщения об ошибке[11][12], или отчёты TPS как символ бесполезной и бессмысленной бумажной работы ради выполнения плана[12][13].